# 滕尼爾 (喬治亞州)
滕尼爾（英語：Tennille）是一個位於美國喬治亞州華盛頓縣的城市。

## 地理
滕尼爾的座標為32°56′17″N 82°48′38″W / 32.93806°N 82.81056°W，而該地的平均海拔高度為142米（即466英尺）。

## 人口
根據2010年美國人口普查的數據，滕尼爾的面積為4.40平方千米，當中陸地面積為4.40平方千米，而水域面積為0.00平方千米。當地共有人口1539人，而人口密度為每平方千米349.77人。